# بوقوس
بوقوس (به عربی: بوقوس) یک شهرداری در الجزایر است که در استان الطارف واقع شده‌است. بوقوس ۱۰٬۵۷۶ نفر جمعیت دارد.